# District municipal de Keta
Pour les articles homonymes, voir Keta.
Le district municipal de Keta (officiellement Keta  District, en Anglais) est l’un des 18 districts de la Région de la Volta au Ghana.

## Villes et villages du district
| - Keta - Dzelukope - Tegbi - Woe - Angloga - Anlo Afiadenyigba | - Anyako - Abor - Atiavi - Dzita-Agbledomi - Tsiame - Dzita | - Hatorgodo - Whuti - Sasieme - Anyanui - Atorkor - Vodza | - Srogbe - Kedzi - Atiteti - Akplorlortorkor - Tunu - Fuveme |

## Sources
- (en) Site de Ghanadistricts